# Ax-les-Thermes
Ax-les-Thermes – miejscowość i gmina we Francji, w regionie Oksytania, w departamencie Ariège.
Według danych na rok 2010 gminę zamieszkiwało 1441 osób, a gęstość zaludnienia wynosiła 47 osób/km².